# Споменик природе Извориште Белог Дрима са пећином и водопадом Радавац
Споменик природе „Извориште Белог Дрима са пећином и водопадом Радавац“ налази се на територији општине Пећ, на Косову и Метохији. Проглашен је за споменик природе 1982. године, на површини од 90 ha.

## Опис
Споменик природе обухвата простор који је обрастао састојином шикарастог типа граба, грабића, појединачним стаблима храста ситне границе, храста крупне границе, црног јасена, маклена липе реликтног састава на сувом земљишту и терену заштитног карактера. Део заштићеног предела налази се на парцелама приватног валсништва под њивама, ливадама, остацима шума и ораниоцама. На заштићеном пределу налази се електрична централа са пратећим водоинсталацијама, Радавачка пећина и почетак формирања тока реке Бели Дрим са веома живописним водопадом.

## Решење - акт о оснивању
Решење о стављању под заштиту изворишта Белог Дрима са пећином и водопадом на месту званом "Радавац" као споменика природе 02-број 633/7 - СО Пећ. Службени лист САПК бр. 02/83